# Spanje op de Olympische Winterspelen 1968
Tijdens de Olympische Winterspelen van 1968, die in Grenoble (Frankrijk) werden gehouden, nam Spanje voor de zevende keer deel.

## Deelnemers en resultaten

### Alpineskiën
| Olympiër                  | Discipline       | Resultaat | Prestatie                           |
| ------------------------- | ---------------- | --------- | ----------------------------------- |
| Carlos Adsera             | slalom (m)       | 27e       | 1.57,21 (+17,48)                    |
| Antonio Campaña           | afdaling (m)     | 52e       | 2.11,11 (+11,26)                    |
| Antonio Campaña           | reuzenslalom (m) | 44e       | 3.48,95 (+19,67)                    |
| Luciano del Cacho         | afdaling (m)     | 39e       | 2.08,85 (+9,00)                     |
| Francisco Fernández Ochoa | afdaling (m)     | 38e       | 2.08,67 (+8,82)                     |
| Francisco Fernández Ochoa | reuzenslalom (m) | 38e       | 3.45,97 (+16,69)                    |
| Francisco Fernández Ochoa | slalom (m)       | 23e       | 1.48,13 (+8,40)                     |
| Aurelio García            | afdaling (m)     | 32e       | 2.06,84 (+6,99)                     |
| Aurelio García            | reuzenslalom (m) | 42e       | 3.48,18 (+18,90)                    |
| Aurelio García            | slalom (m)       | dnf-1     | opgave run 1                        |
| Jorge Rodríguez           | reuzenslalom (m) | 59e       | 3.57,24 (+27,96)                    |
| Jorge Rodríguez           | slalom (m)       | dnq       | niet geplaatst voor finalewedstrijd |

### Bobsleeën
| Olympiër                                                      | Discipline              | Resultaat | Prestatie        |
| ------------------------------------------------------------- | ----------------------- | --------- | ---------------- |
| Eugenio Baturone Maximiliano Jones                            | 2-mansbob (m) Spanje I  | 17e       | 4.51,54 (+10,00) |
| José María Palomo José Manuel Pérez                           | 2-mansbob (m) Spanje II | 13e       | 4.51,16 (+9,62)  |
| Guillermo Rosal Néstor Alonso José Manuel Pérez Antonio Marín | 4-mansbob (m) Spanje I  | 19e       | 2.24,32 (+6,93)  |
| Víctor Palomo Maximiliano Jones José Clot Eugenio Baturone    | 4-mansbob (m) Spanje II | 18e       | 2.23,18 (+5,79)  |

### Rodelen
| Olympiër     | Discipline | Resultaat | Prestatie        |
| ------------ | ---------- | --------- | ---------------- |
| Jesús Gatell | mannen     | 42e       | 3.11,78 (+19,30) |
| Jorge Monjo  | mannen     | 43e       | 3.13,65 (+21,17) |
| Jorge Roura  | mannen     | 44e       | 3.13,97 (+21,49) |
| Luis Omedes  | mannen     | 45e       | 3.25,14 (+32,66) |

Argentinië · Australië · Bondsrepubliek Duitsland · Bulgarije · Canada · Chili · Denemarken · Duitse Democratische Republiek · Finland · Frankrijk · Griekenland · Groot-Brittannië · Hongarije · IJsland · India · Iran · Italië · Japan · Joegoslavië · Libanon · Liechtenstein · Marokko · Mongolië · Nederland · Nieuw-Zeeland · Noorwegen · Oostenrijk · Polen · Roemenië · Sovjet-Unie · Spanje · Tsjecho-Slowakije · Turkije · Verenigde Staten · Zuid-Korea · Zweden · Zwitserland